# Palác Alfa (Brno)
Palác Alfa je funkcionalistická budova v Brně na rohu ulic Jánská a Poštovská, postavená ve 30. letech 20. století podle návrhu architekta Bohuslava Fuchse. Vnitřní pasáž s ochozovou galerií spojuje obě ulice i s náměstím Svobody. Palác je chráněn jako kulturní památka České republiky.

## Historie a využití
Komplex byl postaven stavitelem Františkem Hrdinou na pozemcích, kde dříve stály barokní šlechtické domy Mitrovských a barona von Freyenfelse v dnešní Poštovské ulici. Vytvořením architektonického návrhu byl pověřen významný brněnský architekt Bohuslav Fuchs. Spolu s ním na návrzích pracovala i Technická kancelář Františka Hrdiny, která následně Fuchsův návrh přejala a po menších úpravách přijala za svůj. Stavba byla realizována v několika etapách mezi lety 1930 a 1937, přičemž část pasáže již byla přístupná v únoru 1932, kdy se v kině Alfa v suterénu paláce konalo zahajovací promítání filmu Bílé opojení.
Palác je tvořen dvoupatrovou obchodní pasáží s ochozovou halou krytou proskleným stropem. Na halu ve vyšších patrech navazují obytná křídla se třemi dvory. Ze samotné pasáže vede osm vchodů do cca 160 bytů.
Alfa je v současnosti sídlem brněnského HaDivadla (divadlo se nachází v původních prostorech kina, které bylo v provozu do roku 2003), dále se zde nachází hudební klub Metro Music Bar, kavárna a řada dalších zajímavých míst a obchodů.
V pasáži byl také natáčen film Veterán a seriál Labyrint III.

## Fotogalerie

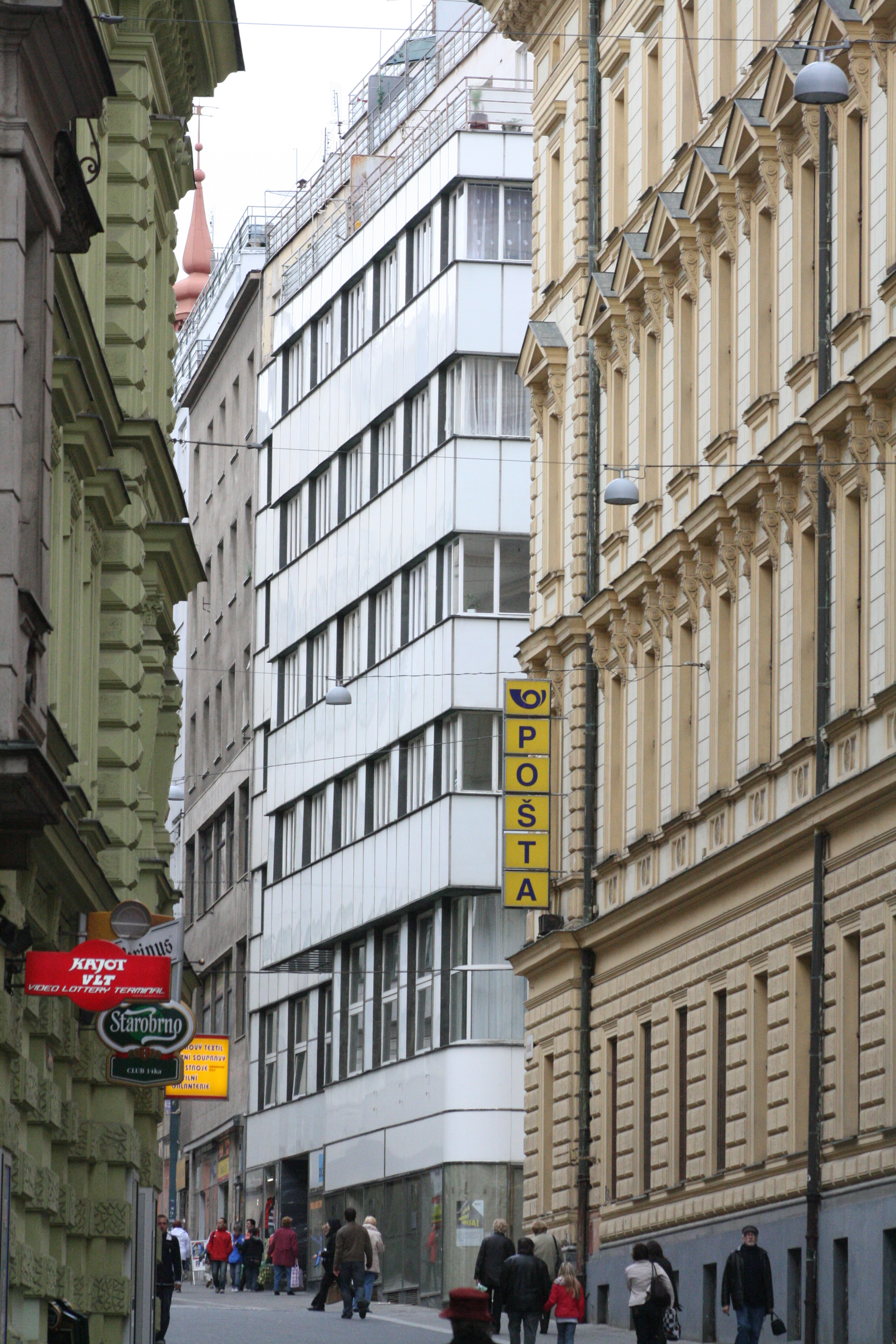
Pohled na palác od východů průhledem Jánskou ulicí
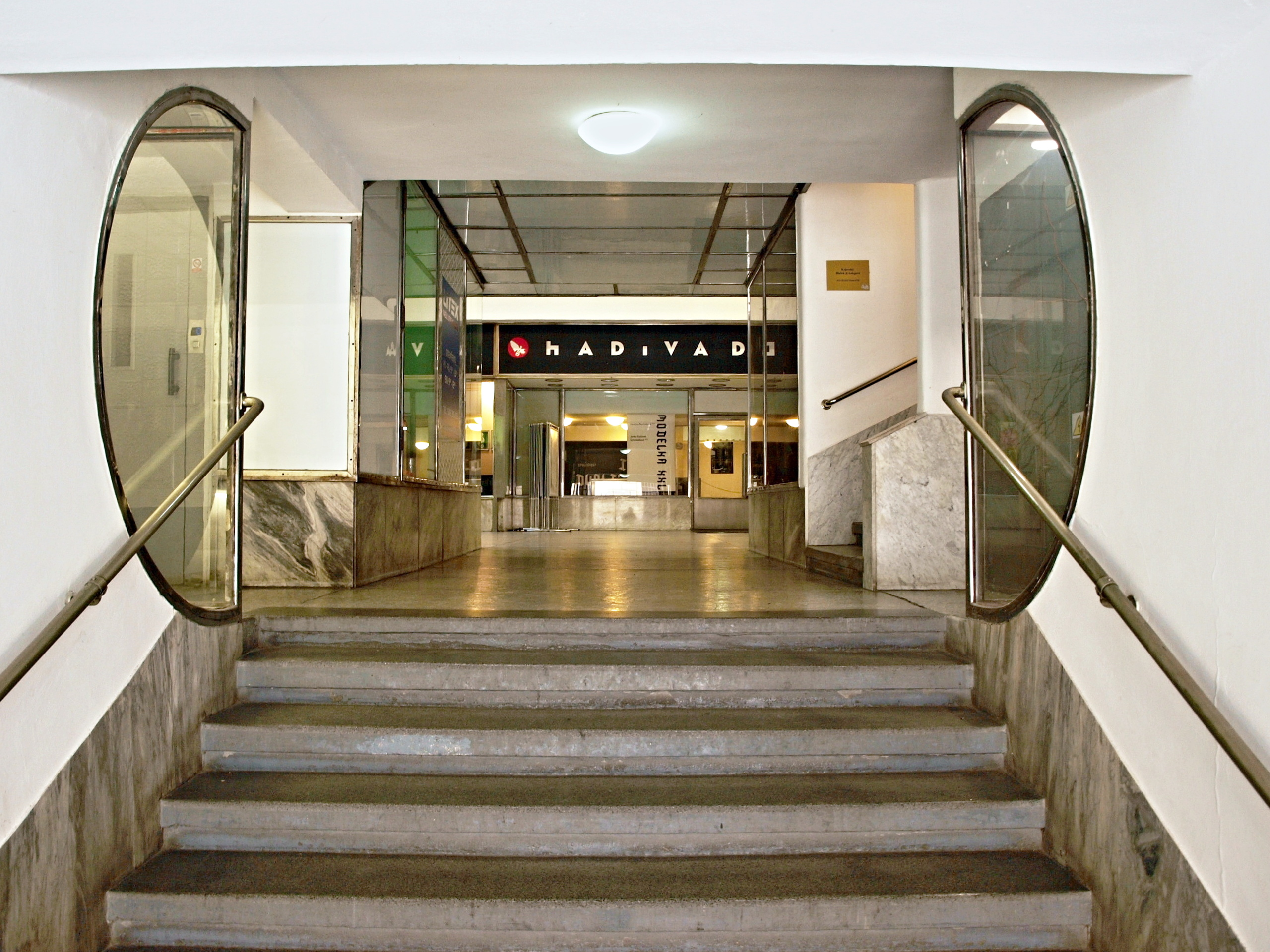
Vnitřní pasáž paláce, průhled od východního vstupu k HaDivadlu
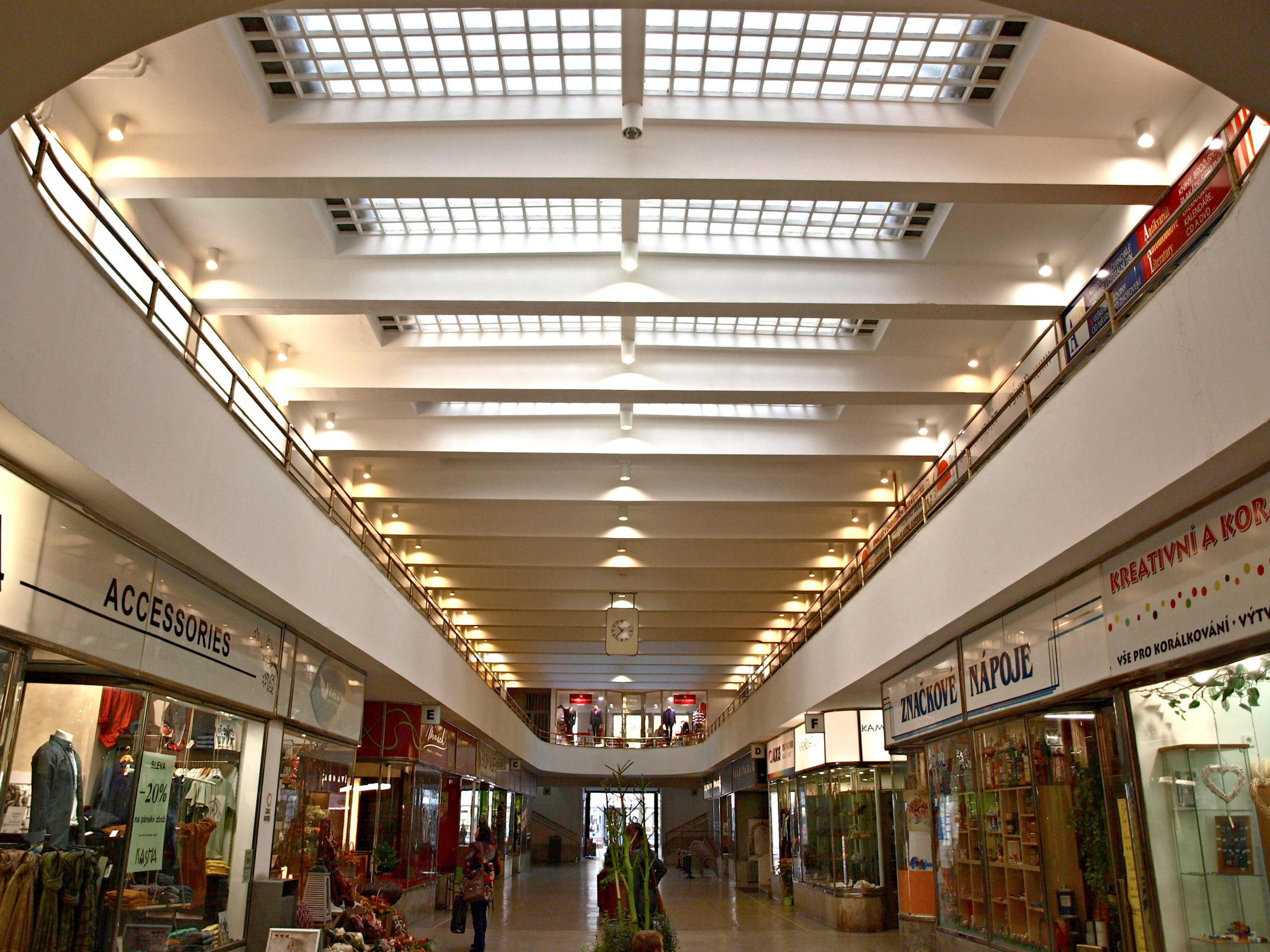
Hlavní galerie pasáže Alfa
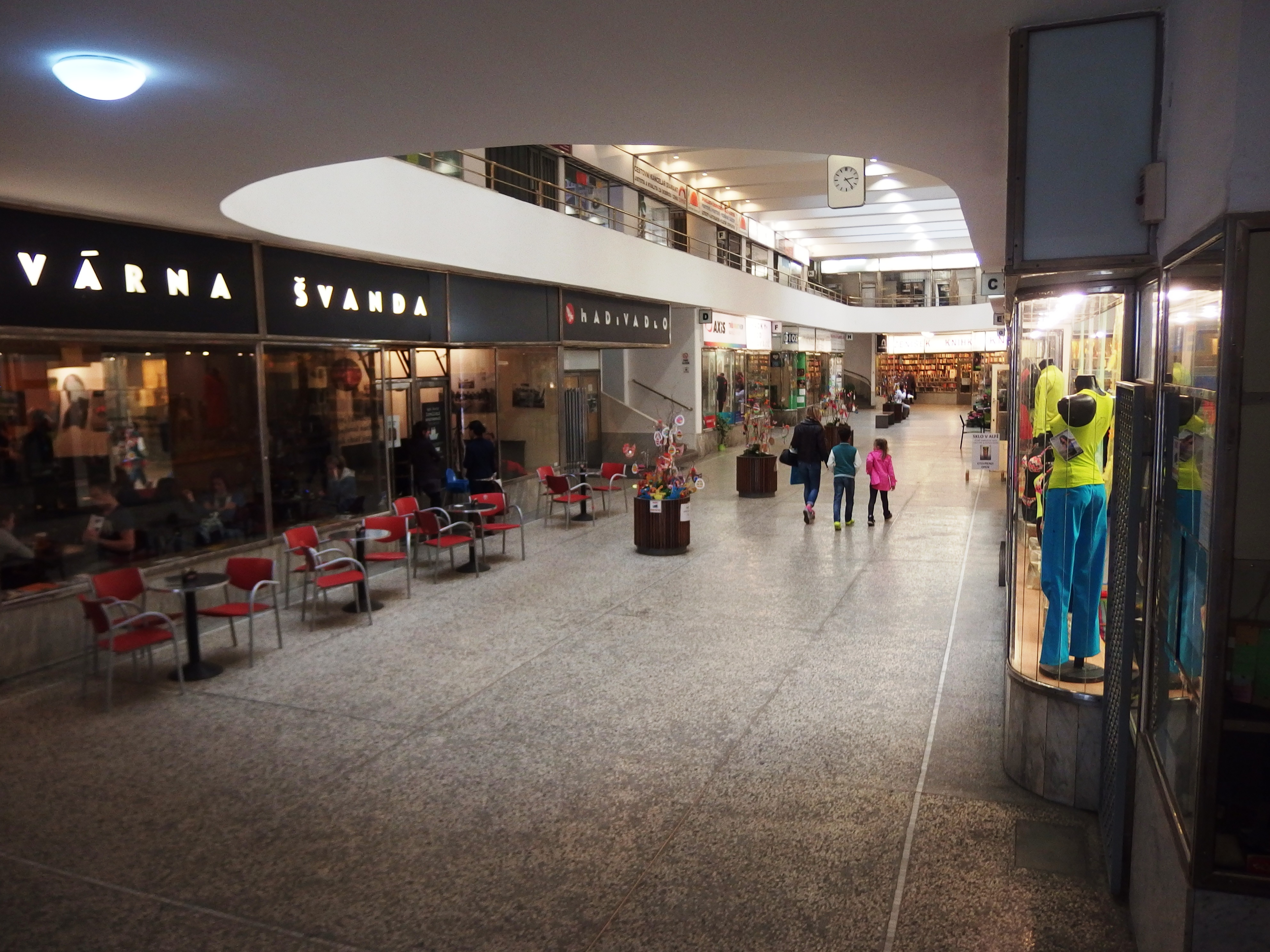
Přízemí pasáže s kavárnou Švanda